# Calamoclostes albistriolatus
Calamoclostes albistriolatus is een insectensoort uit de familie Archembiidae, die tot de orde webspinners (Embioptera) behoort. De soort komt voor in Ecuador.
Calamoclostes albistriolatus is voor het eerst wetenschappelijk beschreven door Enderlein in 1909.